# دومينيك فينديش
دومينيك وينديش (بالإيطالية: Dominik Windisch)‏ هو متسابق بياثلون إيطالي ولد في يوم 6 نوفمبر 1989 في بلدة برونيك. أبرز إنجازاته هو فوزه بالميدالية البرونزية ثلاثة مرات منها ميدالية برونزية في دورة الألعاب الأولمبية الشتوية 2014 في سوتشي وميداليتين برونزيتين في دورة الألعاب الأولمبية الشتوية 2018 في بيونغتشانغ. كما فاز بثلاثة ميداليات في بطولة العالم منها ميدالية ذهبية واحدة وفضية واحدة وبرونزية واحدة.